# Журавская
Жу́равская — станица в Кореновском районе Краснодарского края.
Административный центр Журавского сельского поселения.
Население 2751 чел. (2010).
Название в просторечии — Жу́равка.

## География
Станица расположена на речке Журавка (приток Левого Бейсужка), в степной зоне, в 13 км северо-восточнее города Кореновска. По западной окраине станицы проходит автотрасса М4, на востоке жилая застройка станицы Журавская граничит с жилой застройкой станицы Выселки.

### Улицы
| - ул. Братская, - ул. Зелёная, - ул. Красная, - ул. Первомайская, - ул. Полевая, - ул. Садовая, - ул. Северная, - ул. Степная, - ул. Южная, | - пер. Братский, - пер. Веселый, - пер. Веселый 1-й, - пер. Веселый 2-й, - пер. Гаражный, - пер. Комсомольский, - пер. Кубанский, - пер. Мостовой, | - пер. Первомайский, - пер. Полевой, - пер. Российский, - пер. Садовый, - пер. Северный, - пер. Степной, - пер. Широкий. |

## История
Посёлок (хутор) Журавский основан в 1879 году на земельном наделе Кореновской станицы, преобразован в станицу в 1909 году.

## Население
| 2002 | 2010  |
| ---- | ----- |
| 2738 | ↗2751 |